# Hella Böhm

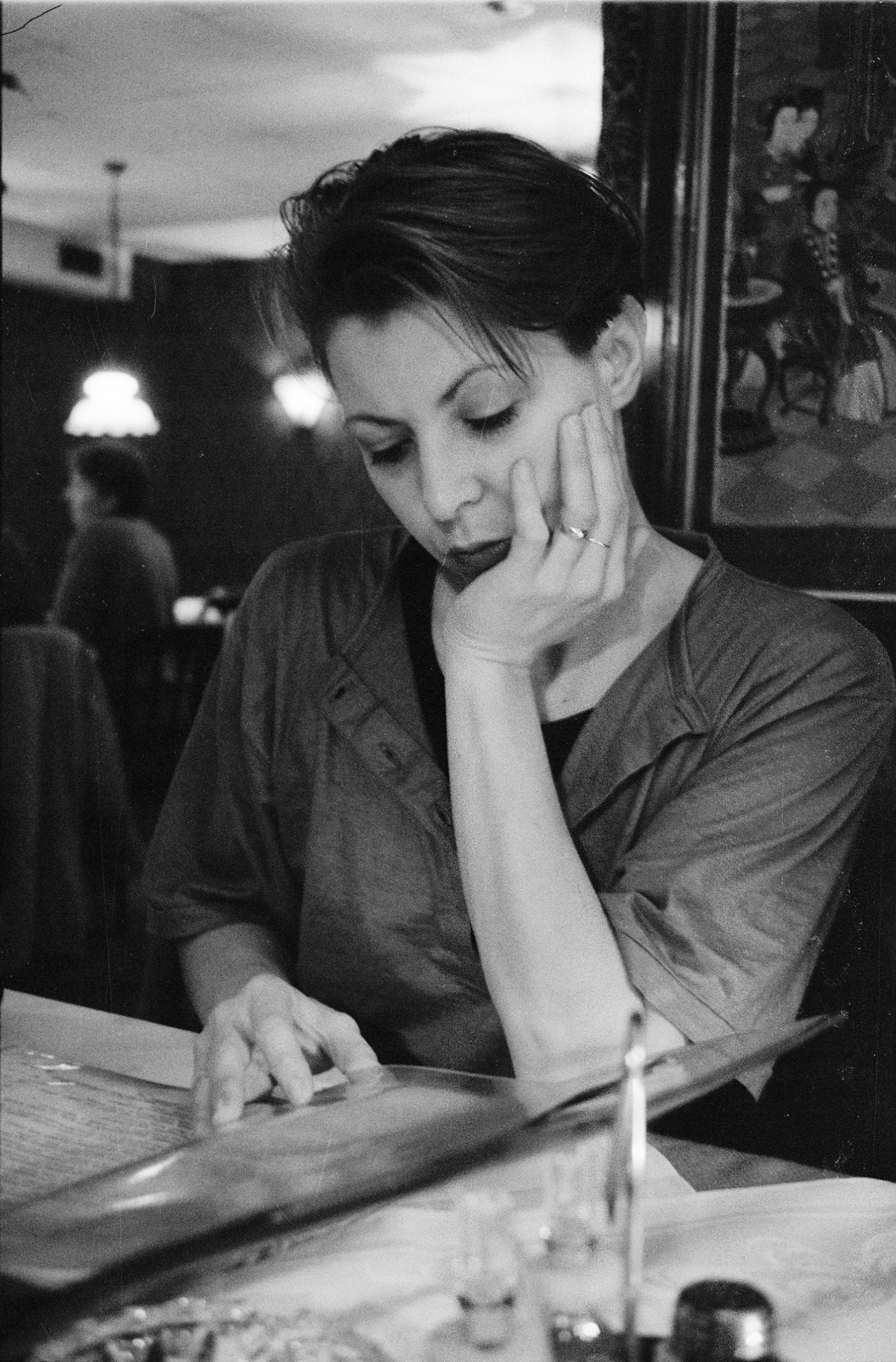
Hella Böhm

Hella Böhm (geboren am 18. Januar 1952 in Stuttgart; gestorben am 4. Januar 2016 in Berlin) war eine deutsche Videokünstlerin. Sie arbeitete und unterrichtete in Stuttgart, Hamburg und Berlin. Sie gründete die Videowerkstatt im Künstlerhaus Stuttgart.

## Leben
Hella Böhm studierte von 1970 bis 1976 Kunst in Stuttgart an der Staatlichen Akademie der Bildenden Künste und Kunstgeschichte, Romanistik und Literaturwissenschaft an der Universität Stuttgart. Ab 1977 arbeitete sie freiberuflich als Künstlerin mit Medien und insbesondere mit dem neuen Medium Video sowie als Dozentin für das ebenfalls neue Feld Medienpädagogik.

## Künstlerische Tätigkeit und Lehre
Zusammen mit Jula Dech und Ilona Zarypow entwickelte sie seit 1977 partipazipatorische Projekte der Film- und Videoproduktion an der Technischen Universität und Freien Universität Berlin im Rahmen der kunstwissenschaftlichen Ausbildung. Von 1983 bis 1988 war sie in der Videowerkstatt des Künstlerhauses Stuttgart tätig und baute dort das Videostudio auf. Mit Projekten rund um neue Medien befasst, schuf sie als Videopionierin Strukturen für die künstlerische Arbeit mit dem Medium Video. Zusammen mit Heinz Legler, Rudolf Bumiller und Achim Kubinsky betrieb sie die Kunstschule in der Neuen Weinsteige. Harry Walther sagte dazu in einem Interview zum Künstlerhaus Stuttgart:
Die Kontakte entstanden in der Neuen Weinsteige, die von Rudolf Bumiller, Achim Kubinsky, Heinz Legler und Hella Böhm geführt wurde. Ich war dort als ‚Dozent‘ tätig. Ich komme aus der Theorie, d. h. ich habe Kunstgeschichte und Philosophie studiert. Der Kunstbegriff war sehr offen, deshalb spielte es keine Rolle, daß ich nicht aus dem künstlerischen Bereich kam. Bereits 1978 hatten wir unten, im jetzigen Café, eine Ausstellung, die hieß „Projekt Nr. 3“. 
Weiterhin war Böhm von 1988 bis 2006 Lehrbeauftragte an der Universität der Künste am Institut für Kunst im Kontext.

## Preise und Auszeichnungen
Böhm nahm mit ihren Arbeiten an internationalen Videofilmfestivals teil, die heute Teil der Sammlung des ZKM und des Neuen Berliner Kunstvereins NBK sind. 1985 und 1989 erhielt sie das Stipendium der Kunststiftung Baden-Württemberg. 1987 und 1990 wurden ihre Videos durch die Hamburger Filmförderung gefördert. Umbildern war der Titel eines Filmprogramms im Bereich Special der 30. Lesbisch schwulen Filmtage Hamburg im Jahr 2019, wo ihre Filme, zusammen mit Film- und Videoarbeiten der Künstlerinnen Maria Lang, Muriel Utinger, Tina Z’Rotz, Sabin Tünschel und Verena Moser, gezeigt und gewürdigt wurden.

## Arbeitsweise
Nach den feministisch, performativ und tagebuchartig angelegten Arbeiten interessierten sie auch medienreferentielle Arbeiten mit Video und sie arbeitete installativ und aktionistisch rund um zeitbasierte Medien. In Stuttgart gründete sie das Frauen-Videokollektiv, das von 1981 bis 1984 bestand, den Frauen-Treff, organisierte 1981 die Veranstaltungsreihe Filmemacherinnen im Kommunalen Kino und mit Loretta Walz eine Filminitiative, übernahm aber auch Auftragsarbeiten für Kunst- und Kulturinstitutionen. Sie arbeitete im Austausch mit anderen Künstlerinnen, Kuratorinnen und Forscherinnen wie Bildwechsel, Yvonne P. Doderer, Ute Meta Bauer, Zorah Mari Bauer und Viola Kiefner.
Mit der Künstlerin Ilse Teipelke arbeitete sie an der medialen Übersetzung von performativen Vorgängen und trat mit einer Arbeit bei der Documenta ins Rampenlicht.

„Der Berg, ihre Performance für die documenta 8, ist aus Klangexperimenten mit Terrakottastücken entstanden. Bei dieser „Erfindung“ handelt es sich um die Geräusche von in Wasser getauchten Keramikteilen. Abhängig vom verwendeten Material, seiner Form und der Temperatur, in der es gebrannt wurde, wird bei diesem Tauchvorgang durch die entweichende Luft ein Geräuschspektrum unglaublicher Vielfalt hörbar. Über Mischpult verstärkt und im Detail visuell erlebbar durch Mikroaufnahmen der Künstlerin Hella Böhm, eröffnen die Ton-Stücke von Ilse Teipelke einen Bereich bislang ungehörter Musik aus dem Inneren der Erde.“

## Projekte / Ausstellungen
- 1978 Projekt Nr. 3, Künstlerhaus Stuttgart
- 1981 Stuttgarter Künstler, Künstlerhaus Hamburg
- 1984 Kunstlandschaft BRD, Frankfurter Kunstverein/Württembergischer Kunstverein
- 1985 1. Internationale Videobiennale, Wien
- 1985 Das Selbstportrait im Zeitalter der Photografie, Württembergischer Kunstverein
- 1985 Feminale, Köln
- 1986 Internationales Filmfestival Mannheim[13]
- 1986 2. Videonale, Bonn
- 1986 Women make Videos, Los Angeles
- 1987 Der Berg, Ilse Teipelke mit Hella Böhm als Beitrag zur documenta 8, Kassel
- 1989 Licht-Raum-Bild, Württembergischer Kunstverein / Kunsthaus Hamburg[14]
- 1997 10. Stuttgarter Filmwinter
- 2005, Inventing the Wheel / Das Rad erfinden – Partizipatorische Praxis in der Kunst seit 1970, NgbK Berlin[15]
- 2007 Irgendwann ist Schluß mit lustig! Interventionen in Werbung, Arttransponder, Berlin[16]
- 2017 Kunstwerk Krastal – 1967 – 2017. Die ersten fünfzig Jahre Kunstwerk Krastal, Einöde bei Villach, Austria[17]

## Videoarbeiten
- 1980/81 Videotagebuch, 24', Stuttgart
- 1981 Materialien zur Filmarbeit von Frauen, 4-teilige Dokumentation des Frauen-Video-Kollektivs Stuttgart von Hella Böhm – mit Beiträgen zum Verband der Filmarbeiterinnen, der Zeitschrift frauen und film und ein Gespräch mit der Filmemacherin Ulrike Ottinger, U-Matic s/w, Stuttgart
- 1984 La vue, 24', Stuttgart
- 1985 Bugaboo, 9', Stuttgart
- 1985 Barbara, 10’30", Berlin, Stuttgart
- 1985 the shy guys, 2’45’’, Stuttgart in the Ghetto. the shy guys auf YouTube
- 1985 Die Braut erstarrt, 2’25", Stuttgart
- 1985 Das Schneetape, 1’40", Stuttgart
- 1988 Hawk, 28’30", Hamburg, Stuttgart
- 1986 Der Klangraum, 17', Performance von Ilse Teipelke & Gabi Goos
- 1990 Black Forrest – Blue Danube, 14’13", Zorah Mari Bauer, Viola Kiefner, Hella Böhm, Martin Kreißig, Betacam SP, Farbe, mono, Hamburg
- 1993 ein eigenes laß-das, 5', Live-Videomitschnitt, Berlin, Haus am Kleistpark
- 1993 Die Schlösser und Gärten von Potsdam, 55 min., zus. m. Loretta Walz. Im Auftrag der Stiftung Schlösser und Gärten Potsdam-Sanssouci

## Publikationen
- Christine A. Blesch, Heribert Sautter, Tilman Osterwold, Christa Linsenmaier-Wolf, Hella Böhm (Hrsg.): Rhythm of Forms. Friedrich-Wessbecher-Retrospektive 1979 bis 1997. Stadt Fellbach 2000, ISBN 978-3-98059847-7.

## Weiterführende Literatur
- Arbeitsgemeinschaft Deutscher Kunstvereine (Hrsg.): KunstLandschaft BundesRepublik. Stuttgart und Württemberg. Junge Kunst in deutschen Kunstvereinen. Klett-Cotta, Stuttgart 1984, ISBN 978-3-60876199-3.
- Stipendiaten der Kunststiftung. Baden-Württemberg. Yasuhiko Ando; Hella Böhm; Sabine Braun u. a. Heft 7. Stuttgart 1986.
- GEDOK (Hrsg.): Uroboros. Ein drittes Geschlecht – Mythos und Ästhetische Projektion. Schleswig-Holsteinisches Landesmuseum auf Schloß Gottorf, 1987.
- Wessbecher, Angelika (Hrsg.): Licht, Raum, Bild. Württembergischer Kunstverein, Stuttgart 1988.
- Yvonne P. Doderer: Urbane Praktiken. Strategien und Raumproduktionen feministischer Frauenöffentlichkeit. Verlagshaus Monsenstein und Vannerdat, Münster 2003, ISBN 3-936600-79-1.